# 愛媛県道132号多喜浜停車場線
愛媛県道132号多喜浜停車場線（えひめけんどう132ごうたきはまていしゃじょうせん）は、愛媛県新居浜市を通る一般県道である。

## 概要
新居浜市又野1丁目のJR四国予讃線 多喜浜駅前から愛媛県道13号壬生川新居浜野田線交点に至る。

### 路線データ
- 起点：新居浜市又野1丁目（JR四国予讃線 多喜浜駅前）
- 終点：新居浜市又野1丁目（多喜浜駅前交差点、愛媛県道13号壬生川新居浜野田線交点）
- 総延長：約41 m

## 地理

### 通過する自治体
- 新居浜市

### 交差する道路
| 交差する道路                   | 交差する場所 | 交差する場所            |
| ------------------------------ | ------------ | ----------------------- |
| 愛媛県道13号壬生川新居浜野田線 | 又野1丁目    | 多喜浜駅前交差点 / 終点 |

### 沿線
- JR四国予讃線 多喜浜駅